# Michael Chaplin
Michael Chaplin (Santa Mónica; 7 de marzo de 1946) es un actor anglo-estadounidense. Es el segundo hijo de Charles Chaplin y de su cuarta y última esposa Oona O'Neill. 
Michael Chaplin actuó junto con su padre en Un rey en Nueva York (1957), donde interpretó a un niño de diez años, Rupert Macabee, hijo de padres comunistas. A través de los diálogos de Rupert Macabee, Charles Chaplin hace duras críticas al sistema político estadounidense. 
Michael Chaplin es el padre de las actrices Carmen Chaplin y Dolores Chaplin.
A mediados de los años sesenta escribió su autobiografía I Couldn't Smoke The Grass On My Father's Lawn (Yo no podría fumar  hierba en el jardín de mi padre) que fue escrita por Tom Merrin y Charles Hamblett. Esta fue una memoria hippie adolescente sobre drogas y rebelión contra un padre mundialmente famoso. Antes de su publicación, su padre presentó una orden judicial para impedir la publicación, argumentando que tendría un efecto perjudicial para él y su familia. La orden judicial fue anulada por los jueces del Tribunal de Apelación, quienes sostuvieron que el contrato de Chaplin era vinculante porque él se beneficiaría de la publicación de la obra, ya que lanzaba su carrera como escritor.
Además, Chaplin es autor de una novela, Un dios caído, una versión moderna de la historia de Tristán e Isolda.